# Платамона (Сасари)
Платамона је насеље у Италији у округу Сасари, региону Сардинија.
Према процени из 2011. у насељу је живело 23 становника. Насеље се налази на надморској висини од 6 м.